# Armageddon 2002
Armageddon 2002 was een professioneel worstel-pay-per-viewevenement geproduceerd door World Wrestling Entertainment (WWE). Dit evenement was de derde editie van Armageddon en vond plaats in de Office Depot Center in Sunrise (Florida) op 15 december 2002.
De belangrijkste gebeurtenis was een Three Stages of Hell match tussen de kampioen Shawn Michaels en Triple H voor het WWE World Heavyweight Championship. Triple H won de match en werd de nieuwe kampioen.

## Wedstrijden
| Nr.                                                                          | Match | Winnaar(s)              |
| ---------------------------------------------------------------------------- | --- | ----------------------- |
| 1                                                                            | The Dudleys (c) vs. Booker T & Goldust vs. Lance Storm & William Regal vs. Chris Jericho & Christian in een Four Way Elimination match voor het World Tag Team Championship | Booker T & Goldust (nc) |
| 2                                                                            | A-Train vs. Edge in een een-op-eenmatch | Edge                    |
| 3                                                                            | Kane vs. Batista in een een-op-eenmatch | Batista                 |
| 4                                                                            | Victoria (c) vs. Trish Stratus vs. Jacqueline in een Triple Threat match voor het WWE Women's Championship                                                                  | Victoria (c)            |
| 5                                                                            | Big Show (c) vs. Kurt Angle in een een-op-eenmatch voor het WWE Championship                                                                                                | Kurt Angle (nc)         |
| 6                                                                            | Shawn Michaels (c) vs. Triple H in een Three Stages of Hell match voor het WWE World Heavyweight Championship                                                               | Triple H1               |
| (c) huidige kampioen voor en na de match \| (nc) nieuwe kampioen na de match | |                         |

1Triple H won de Street Fight match; Michaels won de Steel Cage match; Triple H won de Ladder match